# Affaires non classées
Cet article possède un paronyme, voir Cold Case : Affaires classées.
Affaires non classées (Silent Witness) est une série télévisée britannique créée par Nigel McCrery et diffusée depuis le 21 février 1996 sur BBC One.
En France, la série a été diffusée à partir du 3 janvier 1997 sur TF1, à partir du 9 juin 2005 sur Jimmy, et à partir du 8 octobre 2012 sur D8. Au Québec à partir du 30 août 2000 à Séries+. Néanmoins, elle reste inédite dans les autres pays francophones.

## Synopsis
Cette série met en scène une équipe de médecins légistes de Cambridge.
Dans les huit premières saisons produites de 1996 à 2004, les enquêtes voient intervenir le docteur Samantha Ryan qui enseigne la pathologie et exerce également la profession de médecin légiste.
Professionnellement, Samantha Ryan est extrêmement rigoureuse et efficace. En revanche, sa vie personnelle est des plus difficiles : elle est notamment en conflit permanent avec sa sœur qui lui reproche la mort de leur père. Lorsqu'elle était plus jeune, Samantha s'était violemment disputée avec son père, un policier irlandais protestant, à cause d'une relation qui la liait avec un catholique. Son père, contrarié par leur altercation, n'avait pas, comme à son habitude, vérifié son véhicule qui, piégé par l'IRA provisoire, avait explosé et l'avait tué.

## Distribution

### Acteurs actuels
- Emilia Fox (VF : Guylaine Gibert) : Dr Nikki Alexander (à partir de la saison 8)
- David Caves : Dr Jack Hodgson (à partir de la saison 16)
- Maggie Steed : Harriet Maven (à partir de la saison 28)
- Francesca Mills : Kit Brookes (à partir de la saison 28)

### Anciens acteurs
- Amanda Burton (en) (VF : Véronique Augereau puis Jacqueline Ghaye à partir de la saison 7) : Dr Samantha « Sam » Ryan (saisons 1 à 8, 25)
- William Armstrong (VF : Julien Thomast) : Dr Trevor Stewart (saisons 1 à 3)
- Ruth McCabe (VF : Anne Jolivet) (voix de remplacement saison 1, épisode 3) : Wyn Ryan (saisons 1 à 3)
- Sam Parks : Dr Fred Dale (saisons 1 à 3)
- Ruth Gemmell (VF : Natacha Muller) : inspecteur Kerry Cox (saison 1)
- Clare Higgins : commissaire Helen Farmer (saison 1)
- John McGlynn (en) : inspecteur Tom Adams (saison 1)
- Matthew Steer (en) (VF : Pascal Grull) (VF : Bertrand Liebert) (voix de remplacement saison 1, épisode 3) : Ricky Ryan (saison 1)
- Mick Ford (en) (VF : Frédéric Norbert) : le commissaire Peter Ross (saison 2)
- Richard Huw : inspecteur Tony Speed (saison 2)
- Nicola Redmond : inspecteur Rachel Selway (saison 2)
- Mark Letheren (en) (VF : Bertrand Liebert) : inspecteur Rob Bradley (saisons 3 et 4)
- Nick Reding (en) : inspecteur Michael Connor (saisons 3 et 4)
- William Gaminara (VF : Alain Eloy) : Pr Leo Dalton (saisons 6 à 16)
- Tom Ward (en) (VF : David Manet) : Dr Harry Cunningham (saisons 6 à 15)
- Jaye Griffiths : Pr Janet Mander (saisons 12 à 15)
- Arsher Ali : Dr Zak Khan (saison 14)
- Jamie Parker : Alan Peters (saison 1) et Ben Morgan (saison 17)
- Liz Carr (en) : Laborantine assistante Clarissa Mullery (saisons 16 à 23)
- Richard Lintern : Dr Thomas Chamberlain (saisons 17 à 23)
- Jason Wong (en) : Adam Yuen (saison 24)
- Genesis Lynea (en) : Simone Tyler (saisons 24 et 25)
- Rhiannon May : Cara Connelly (saisons 24 à 27)
- Alastair Michael : Velvy Schur (saisons 26 et 27)
- Aki Omoshaybi : Gabriel Folukoya (saisons 26 et 27)

 Source et légende : version française (VF) sur RS Doublage et DSD Doublage

## Épisodes
Tous les épisodes sont diffusés en deux parties, dont la conclusion est diffusée le lendemain.

### Première saison (1996)
1. L'Innocence perdue (Buried Lies) de Kevin Hood
2. La Marque du diable (Long Days, Short Nights) de Ashley Pharoah
3. Le Double Jeu de Cambridge (Darkness Visible) de Ashley Pharoah
4. Un secret meurtrier (Sins of the Fathers) de Kevin Hood

### Deuxième saison (1997)
1. Du sang, de la sueur et des larmes (Blood, Sweat and Tears) de John Milne
2. Dernière Volonté (Cease Upon the Midnight) de John Milne
3. Les Yeux de l'amour (Only the Lonely) de Gillian Richmond
4. Amitiés dangereuses (Friends Like These) de Peter Lloyd

### Troisième saison (1998)
1. Jeux pervers (An Academic Exercise) de Tony Mc Hale
2. Secrets de famille (Fallen Idol) de Gwyneth Hughes
3. La Loi du silence (Divided Loyalties) de Niall Leonard
4. Les Frères d'armes (Brothers in Arms) de John Milne

### Quatrième saison (1999)
1. Le Couloir de la mort (Gone Tomorrow) de Niall Leonard
2. Une certaine justice (A Kind of Justice) de Peter Lloyd
3. La Dixième Victime (A Good Body) de John C Wilsher

### Cinquième saison (2000-2001)
1. Le Tour du monde (The World Cruise) de Tony Mc Hale
2. Froid comme la mort (Two Below Zero) de Tom Needham
3. Avoir la foi (Faith) de Stephen Brady

### Sixième saison (2002)
1. Carambolage meurtrier (The Fall Out) de Tony Mc Hale (première apparition de William Gaminara et Tom Ward)
2. Amour assassin (Kith and Kill) de Peter Lloyd
3. Tissus de mensonges (Tell No Tales) d'Avril E. Russell
4. Rangs serrés (Closed Ranks) de Tony Mc Hale

### Septième saison (2003)
1. Retour de flamme (Answering Fire) de Dusty Hughes
2. Erreur fatale (Fatal Error) de Michaël Crompton
3. Gagner à tout prix (Running on Empty) d'Ed Whitmore
4. Au-delà de la culpabilité (Beyond Guilt) de Michaël Crompton

### Huitième saison (2004)
1. La vérité ne meurt jamais/Un temps pour guérir (A Time to Heal) de Stephen Brady (Dernière apparition d'Amanda Burton)
2. Plongée en eaux troubles/La mort par l'eau (Death by Water) de Dusty Hughes (Duo William Gaminara - Tom Ward)
3. L’Heure de vérité/Plus vite ailleurs (Nowhere Fast) de Richard Holland (Première apparition d'Emilia Fox)
4. Corps numéro 21 (Body 21) de Michaël Crompton

### Neuvième saison (2005)
1. Fantômes (Ghosts) de Tony Mc Hale
2. Fusillade (Choices) de Doug Milburn
3. Jusqu'au bout de la nuit (The Meaning Of Death) de Rhidian Brook
4. L'Esprit et le Corps (Mind And Body) de Jeff Povey

### Dixième saison (2006)
5 fois 2 épisodes
1. Clandestins (Cargo) de Doug Milburn
2. Terminus (Terminus) de Jeff Povey
3. Œuvre mortelle (A Body of Work) de Rhidian Brook
4. Supernova (Supernova) de Paul Farrell
5. Fanatisme (Schism) de Christian Spurrier

### Onzième saison (2007)
1. Erreur humaine ? (Apocalypse) de Stephen Davis
2. Enfance meurtrie (Suffer the Children) de Greg Dinner
3. Le Serment d'Hippocrate (Hippocratic Oath) de Tony Mc Hale
4. Faux-semblant / Double Défi (Double Dare) de Michaël Crompton
5. Apparences trompeuses / Vision périphérique (Peripheral Vision) de Christian Spurrier

### Douzième saison (2008)
1. Guerre des gangs (Safe)
2. Faces cachées/Le Visage de la mort (Death's Door)
3. Terreur/Témoin à charge (Terror)
4. Jugement/En dépit des apparences (Judgement)
5. L'Enfant perdu/Innocences bafouées (The Lost Child)
6. Rachel (Finding Rachel)

### Treizième saison (2010)
1. Conflit d'intérêts/Faux-semblants (Intent)
2. Contradictions (Voids)
3. Mensonges (Run)
4. Zones d'ombres/Massacre au campus (Shadows)
5. Terminus (Home)

### Quatorzième saison (2011)
1. Apparences trompeuses (A Guilty Mind)
2. La Fille perdue (Lost)
3. Stress post-traumatique (First Casualty)
4. Les Liens du sang (Bloodlines)
5. Le Fils prodigue (The Prodigal)

### Quinzième saison (2012)
1. Le Spectre (Death Has No Dominion)
2. Amour fou (And Then I Fell In Love)
3. L'Ange déchu (Paradise Lost)
4. Meurtres à domicile (Domestic)
5. Prison mortelle (Redhill)
6. La Peur au ventre (Fear)

### Seizième saison (2013)
1. Change
2. Trust
3. True Love Waits
4. Legacy
5. Greater Love

### Dix-septième saison (2014)
La 17e saison a été diffusée depuis le 2 janvier 2014.
1. Commodity
2. Coup de Grace
3. In a Lonely Place
4. Undertone
5. Fraternity

### Dix-huitième saison (2015)
1. Sniper's Nest
2. Falling Angels
3. Protection
4. Squaring the Circle
5. One of Our Own

### Dix-neuvième saison (2016)
1. After the Fall
2. Flight
3. Life Licence
4. In Plain Sight
5. River's Edge

### Vingtième saison (2017)
1. Identity
2. Discovery
3. Remembrance
4. Covenant
5. Awakening

### Vingt-et-unième saison (2018)
1. Moment of Surrender
2. Duty of Candour
3. A Special Relationship
4. One Day
5. Family

### Vingt-deuxième saison (2019)
1. Two Spirits
2. Lift Up Your Hearts
3. To Brighton, to Brighton
4. Death Maker
5. Betrayal

### Vingt-troisième saison (2020)
1. Deadhead
2. Close to Home
3. Seven Times
4. Hope
5. The Greater Good

### Vingt-quatrième saison (2021)
1. Redemption
2. Bad Love
3. Reputations
4. Brother's Keeper
5. Matters of Life and Death

### Vingt-cinquième saison (2022)
Contrairement aux saisons précédentes, celle-ci est composée d'une seule histoire en six parties et inclut le retour d’Amanda Burton dans le rôle de Sam Ryan.
1. History

### Vingt-sixième saison (2023)
Elle a été diffusée du 2 janvier 2023 au 31 janvier 2023.
1. The Penitent
2. Familiar Faces
3. Star
4. Hearts of Darkness
5. Southbay

### Vingt-septième saison (2024)
Elle a été diffusée du 8 janvier 2024 au 13 février 2024.
1. Effective Range
2. Grievance Culture
3. Invisible
4. Death By A Thousand Hits
5. King’s Cross

### Vingt-huitième saison (2025)
Elle a été diffusée du 6 janvier 2025 au 4 février 2025.
1. Exodus 20:17
2. Homecoming
3. Broken
4. Vanishing Point
5. I Believe in Love…

## Commentaires
Affaires non classées a été créée pour faire concurrence à McCallum, une série diffusée sur la chaîne privée ITV qui mettait en scène un jeune pathologiste londonien et connaissait un certain succès.
Le duo de French and Saunders en a fait une parodie intitulée Witless Silence.